# Zbigniew Czeczot-Gawrak
Zbigniew Czeczot-Gawrak (pseud. wojenny Nowina, ur. 5 października 1911 w Czernichowie, zm. 22 stycznia 2009 w Warszawie) – polski filmoznawca, historyk i teoretyk filmu, publicysta i wykładowca uniwersytecki.

## Życiorys
Uczył się w gimnazjum staroklasycznym w Krakowie. Absolwent prawa Uniwersytetu Jagiellońskiego (praca magisterska w 1933). Działał w Związku Polskiej Młodzieży Demokratycznej i organizacji „Zet”. Odbył służbę wojskową w 20 pp Ziemi Krakowskiej oraz ukończył Szkołę Podchorążych Rezerwy Piechoty w Krakowie (w stopniu plutonowego podchorążego). W latach 1934–1939 pracownik MSZ w Strasburgu i Lille. Od stycznia 1939 w Warszawie.
Podczas II wojny światowej uczestnik kampanii wrześniowej 1939 (dowódca plutonu 20 pp), następnie więziony w przejściowym obozie jenieckim w Łańcucie, z którego uciekł. Walczył w Armii Krajowej, w 1942 skierowany do III Zgrupowania, w którym po jakimś czasie objął dowództwo plutonu 111. Pracował także w komórce Delegatury Rządu „Zachód”, gdzie był redaktorem dwóch biuletynów dla prasy podziemnej. Latem 1944 awansowany do stopnia podporucznika rezerwy. Brał udział w powstaniu warszawskim (pseud. Nowina) był dowódcą plutonu w Grupie Bojowej „Krybar”. Poza walką zbrojną redagował biuletyn codzienny pt. „Komunikat informacyjny Zgrupowania III Warszawa – Powiśle” (ukazujący się od 2 sierpnia do 4 września 1944). Po upadku powstania ewakuowany do Piastowa a stamtąd skierowany na operację do Krakowa, gdzie pozostał do zakończenia działań wojennych.
Od stycznia 1946 do stycznia 1950 pracownik polskich placówek dyplomatycznych. Sprawował kolejno funkcje attaché poselstwa w Kairze, zastępcy szefa delegacji polskiej w Komisji Greckiej ONZ, p.o. naczelnika wydziału w Centrali. Zwolniony z powodów politycznych, pracował od 1950 w Instytucie Sztuki PAN w Warszawie, w Zakładzie Historii i Teorii Filmu kierowanym przez prof. Jerzego Toeplitza (był m.in. w latach 1973–1980 kierownikiem Pracowni Teorii Filmu). Od 1951 do 1961 był zastępcą redaktora naczelnego „Kwartalnika Filmowego”. W 1961 uzyskał doktorat nauk humanistycznych, w 1966 – habilitację. W latach 1978–1986 wykładał dzieje światowej myśli filmowej na Uniwersytecie Łódzkim. W 1979 otrzymał tytuł profesora nadzwyczajnego nauk humanistycznych. Publikował teksty o tematyce filmoznawczej w miesięcznikach „Film”, „Kino”, i „Kwartalniku Filmowym”, a w ostatnich latach także na łamach „Polskiego Przeglądu Dyplomatycznego”. W 2001 został mianowany na stopień kapitana, w 2007 na stopień majora.
Zajmował się badaniami, krytyką i publicystyką związaną z filmem (zwłaszcza w zakresie filmu o sztuce).
Członek stowarzyszeń i związków twórczych, m.in. Stowarzyszenia Historyków Sztuki, Światowego Związku Żołnierzy AK, Stowarzyszenia Dziennikarzy Polskich, ZAiKS-u, Związku Inwalidów Wojennych i in. Przewodniczący Klubu Seniorów Dyplomacji II Rzeczypospolitej.
Odznaczenia: m.in. Krzyż Kawalerski i Oficerski Orderu Odrodzenia Polski, Krzyż Walecznych, Krzyż Kampanii Wrześniowej, Warszawski Krzyż Powstańczy, Złota Odznaka Honorowa „Za zasługi dla Warszawy”, Medal Uniwersytetu Łódzkiego. W 1954 w 10 rocznicę Polski Ludowej odznaczony Srebrnym Krzyżem Zasługi po raz II.
Mieszkał w Warszawie, na Sewerynowie. Został pochowany 2 lutego 2009 na cmentarzu Powązkowskim kwatera 165 rząd 4 miejsce 25.

## Twórczość

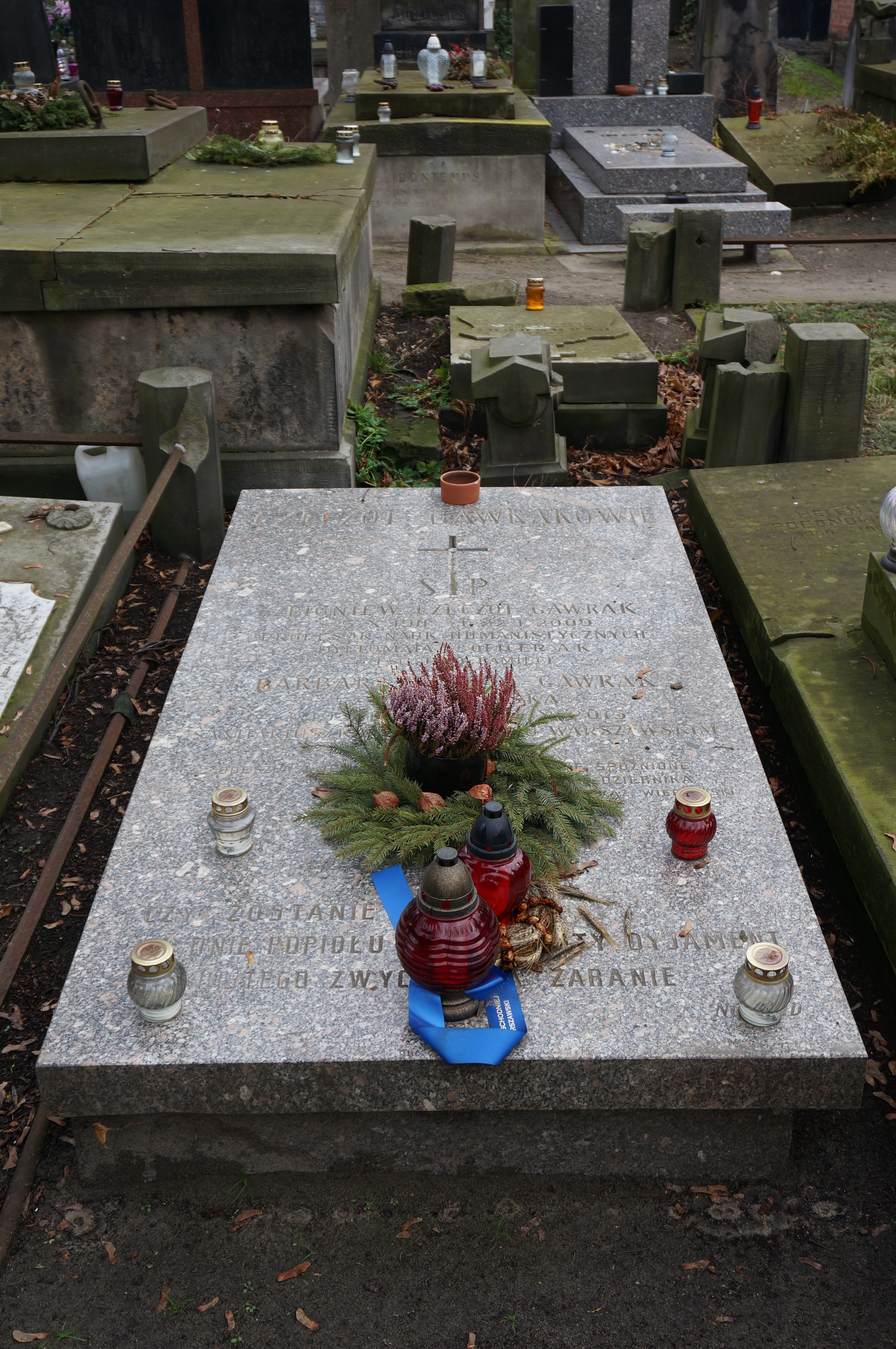
Grób Zbigniewa Czeczota-Gawraka na cmentarzu Powązkowskim

- O filmowej dokumentacji teatru (Państwowy Instytut Sztuki 1956, 1957)
- Ekran a rozwój ewolucji humanistycznej (Państwowy Instytut Sztuki 1957)
- Filmologia współczesna (1952-1957) (Państwowy Instytut Sztuki 1958)
- Jean Epstein jako teoretyk i filozof filmu: portret z czasów młodości (Państwowy Instytut Sztuki 1958)
- Narodziny filmologii (Przegląd problemów pierwszego sześciolecia 1946-1951) (1958)
- Jean Epstein jako teoretyk i filozof filmu: lata dojrzałe (Państwowy Instytut Sztuki 1959)
- Nowy film fabularny i jego geneza społeczno-historyczna (Instytut Sztuki PAN 1965)
- Dylematy filmologii (1968)
- Z badań nad zintegrowaną teorią wartości filmu: filmologia, pedagogika a problem wartości (1969)
- Film o sztuce jako fenomen technicznej reprodukcji (1970)Zbigniew Czeczot-Gawrak, Warszawa, 1 lipca 2008 r.
- Filmowa przyszłość muzeów (1971)

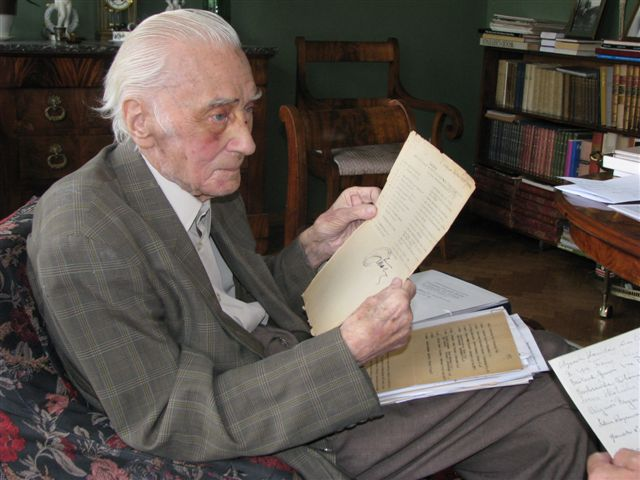
Zbigniew Czeczot-Gawrak, Warszawa, 1 lipca 2008 r.

- U podstaw semiologii filmu (wokół teorii Christiana Metza) (1971)
- Le film et les interpretations de la culture artistique polonaise: films d'art polonais-choix et analyse (Centre de Civilisation Polonaise de l'Université de Paris-Sorbonne 1972)
- Film jako dokument historii (1972)
- Z metodologicznych i programowych zagadnień filmoznawstwa polskiego (1972)
- Z dziejów francuskiej semiologii filmu (Ossolineum 1973)
- Autentyzm i romantyka w kronice filmowej (Ossolineum 1974)
- Film o sztuce. Nowe zjawisko kultury artystycznej (Zakład Narodowy im. Ossolińskich – Polska Akademia Nauk, Instytut Sztuki 1974; przekład francuski: Le film sur l'art en tant que nouvelle forme de la critique artistique, tłum. Lucjan Grobelak; Ossolineum 1979)
- Filmowe spotkania ze sztuką: filmy o malarstwie, rzeźbie, grafice, architekturze (Wydawnictwa Szkolne i Pedagogiczne 1974)
- Vers une théorie générale du document filmé (Les Presses de l'Unesco et la Baconniere, Szwajcaria 1974)Zbigniew Czeczot-Gawrak, Warszawa, 1 lipca 2008 r.
- Film o sztuce (Ossolineum 1975)

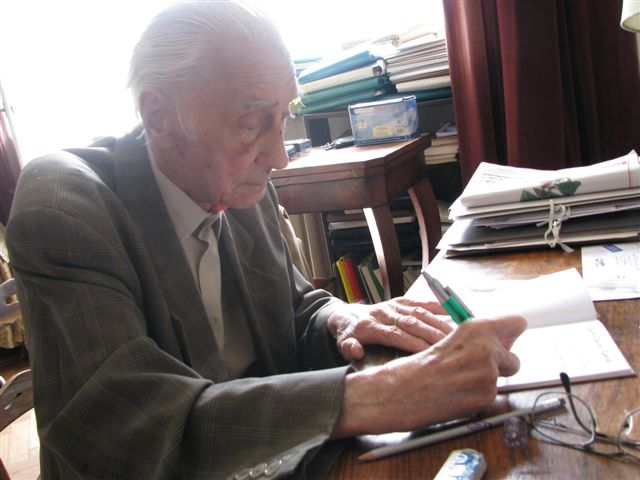
Zbigniew Czeczot-Gawrak, Warszawa, 1 lipca 2008 r.

- Granice naukowości w badaniach nad sztuką (Ossolineum 1975)
- Rozważania nad informatyką ekranu (1975)
- Z badań nad początkami filmologii (Zakład Narodowy im. Ossolińskich 1975)
- Pierwsza awangarda filmowa we Francji (1976)
- Szkice do portretu Irzykowskiego (1976)
- Zarys teorii filmu pierwszego pięćdziesięciolecia. 1895–1945 (Zakład Narodowy im. Ossolińskich, 1977)
- Nieznane początki teorii filmu w USA (Vachel Lindsay i Hugo Münstenberg) (1978)

- Filmowa prezentacja sztuki: architektura, malarstwo, rzeźba, grafika, sztuka ludowa, rzemiosło artystyczne (Wydawnictwa Szkolne i Pedagogiczne 1979, ISBN 83-02-0017-7-5)
- Filmy o sztuce i kulturze artystycznej (katalog; wespół z Tadeuszem Balantem; Wydanie 2 uzupełnione i poprawione: Wydawnictwa Akcydensowe 1979; przekład angielski: Polish films on the arts and artistic culture, Film Polski 1983)
- Kultura Warszawy w dokumencie filmowym (1979)
- Polski film o sztuce a problem syntezy wizji artystycznej (1979)
- Bolesław Matuszewski pierwszy teoretyk filmu [w:] Bolesław Matuszewski i jego pionierska myśl filmowa (dokumenty i wstępne komentarze) (Redakcja Wydawnictw Filmowych Zjednoczenia Rozpowszechniania Filmów 1980)
- Ekranowy dokument sztuki a perspektywy nowej krytyki artystycznej (1980)
- Filmowe spotkania ze sztuką
- Współczesna francuska teoria filmu (Ossolineum – PAN Instytut Sztuki 1982, ISBN 83-04-0128-2-0)

- Ze wspomnień dyplomatycznych, żołnierskich i innych (Studio Wydawnicze FAMILIA 1999, ISBN 83-907504-7-3; wydanie 2 rozszerzone pt. Wspomnienia ze stulecia dyplomatyczne, żołnierskie i inne: Wydawnictwo Instytutu Technologii Eksploatacji, Radom 2004, ISBN 83-7204-356-6)
- Ta eis heautón: epigramy i inne wiersze (Print Partner 2006, ISBN 83-91-4248-2-0)

## Opracowania i prace redakcyjne
- Romantyka rewolucyjna w sztuce (redaktor pracy zbiorowej; Ossolineum 1974)
- Bolesław Matuszewski, Nowe źródło historii; Ożywiona fotografia czym jest, czym być powinna (współautor wstępu; wespół z Janem Jacoby; Filmoteka Narodowa 1995)
- Zet w walce o niepodległość i budowę Państwa. Szkice i wspomnienia (współautor opracowania; wespół z Tadeuszem W. Nowackim; Wydawnictwo Naukowe PWN 1996, ISBN 83-01-1214-2-4)
- Przed wrześniem i po wrześniu: ze wspomnień młodych dyplomatów II Rzeczypospolitej (kierujący zespołem red.; Wydawnictwo Naukowe PWN 1998, ISBN 83-01-1259-2-6)

## Nota genealogiczna
Rodowe nazwisko Gawrak pojawia się po raz pierwszy w średniowiecznych zapiskach polsko-węgierskich w 1385 roku. Prof. Witold Taszycki w swoim „Staropolskim Spisie Nazw Osobowych" cytuje w tomie II na stronie 89 w „Antiquissimi Libri Iudicales terre Cracoviensis” łaciński zapis gdzie część majątku Pawła Gawraka z Parkan – (Węgry) dziedziczy Zuchna z Grabowic. Rodzina ta to zasadniczo ród węgierski, którego polska gałąź, od poł. XIX wieku zamieszkała w majątku Sassów, na Ukrainie w części należącej do 1918 roku do monarchii austro-węgierskiej.
Ród rozwinął się na Węgrzech i według prof. Karola Tarra nazwisko wtedy uzyskało pisownię węgierską. Prawo miecza i prawo do herbu Łukasz Gawrak (Lokachi Gavrack) otrzymał dekretem ogłoszonym 26 października 1524 roku w Budzie przez Ludwika II. Szlachectwo zostało potwierdzone przez króla Miksa I w dekrecie z 13 marca 1569 roku dla Walentego Gawraka  syna Mikołaja. Po bitwie pod Byczyną w której Walenty Gawrak brał udział jako dowódca 1500-nego oddziału jazdy pod dowództwem Baltazara Batorego, bratanka króla Stefana, otrzymał przydomek Prepostvary, lub Propost Vary, który stał się jego nazwiskiem. Zmarł w 1597.
„W Polsce poza moją żoną, moim synem i jego córką nikt nie nosi już nazwiska Gawrak. Pozostaje jeszcze mój zamieszkały w Wielkiej Brytanii brat. Jest też syn mojego starszego brata Tadeusza, którego losów niestety nie znam. XIX-wieczne związki z Czeczotami przypomniane moim pseudonimem konspiracyjnym w „Zachodzie” przy Delegaturze Rządu na Kraj spowodowały, że od 1945 roku jest to część mojego nazwiska”.
Prof. dr hab. Zbigniew Czeczot-Gawrak
- Witold Taszycki „Spis Polskich najstarszych nazw osobowych” Tom II strona 89. Wypis z Ksiąg Sądowych Ziemi Krakowskiej.
  - Nyulásziné Straub Éva „ÖT ÉVSZÁZAD CIMEREI” Corvina 1987